# Hippurideae
Hippurideae es una tribu  de plantas de flores perteneciente a la familia Plantaginaceae. Comprende los siguientes géneros:

## Géneros
- Hippuris

- Datos: Q5898455
- Multimedia: Plantaginaceae / Q5898455